# Stig Fässberg
Stig Ingemar Fässberg, född 16 januari 1948 i Mölndal, är en svensk friidrottare (längdhopp). Han vann SM-guld i längdhopp 1970 och 1972. Han tävlade inom landet för Mölndals AIK.